# Rossana Cecilia Surballe
Rossana Cecilia Surballe es una abogada, periodista y diplomática que se desempeñó como Embajadora de Argentina en Catar entre 2013 y 2018.

## Biografía
Nació en la ciudad de Mendoza, viviendo su infancia en Dorrego, un suburbio de la capital provincial. Luego se trasladó a Buenos Aires donde estudió abogacía en la Universidad de Buenos Aires, graduándose en 1987, y periodismo en la escuela TEA, recibiéndose en 1993. Realizó una maestría en la Facultad Latinoamericana de Ciencias Sociales y llegó a trabajar como productora en el canal de televisión Telefé.
Ingresó a la carrera diplomática en la Cancillería Argentina en 1999, tras egresar en el Instituto del Servicio Exterior de la Nación, siendo México su primer destino internacional. Allí llegó a ser Jefa de la Sección Económico Comercial de la embajada argentina. Más tarde se desempeñó en la Subsecretaría de Política exterior de la Cancillería y en la Secretaría de Relaciones Exteriores, formando parte del equipo del entonces vicecanciller Eduardo Zuain.
Tras el establecimiento oficial de relaciones entre Argentina y Catar y la creación de una embajada en Doha, Surballe fue designada como la primera representante argentina. El plácet fue concedido por el gobierno catarí en abril de 2013 y presentó sus cartas credenciales el 15 de septiembre del mismo año, ante el ministro de relaciones exteriores Jalid bin Mohammad Al Attiyah. En el país árabe solo había, hacia 2016, seis mujeres embajadoras.
El 30 de diciembre de 2016, Surballe fue imputada junto al presidente Mauricio Macri, la vicepresidenta Gabriela Michetti, la canciller Susana Malcorra y otros funcionarios del gobierno argentino, por la fiscal Paloma Ochoa por «administración fraudulenta» como partícipes de la firma del Memorándum con Catar del 6 de noviembre de 2016, creando un fondo de inversión por 1.300 millones de dólares estadounidenses, con una «estructura offshore», para la administración del Fondo de Garantía de Sustentabilidad de la ANSES. El juez que dirige la investigación es Daniel Rafecas.
El 19 de marzo de 2018, la Sala I de la Cámara Federal confirmó la desestimación de la imputación ut supra mencionada, por inexistencia de delito respecto de la firma por parte del Gobierno de Mauricio Macri del Memorando de Entendimiento con Catar en 2016, y cuya primera desestimación había sido dictada por el juez federal Daniel Rafecas en 2017.
Entre septiembre de 2018 y  diciembre de 2019, prestó funciones en la Secretaría de Culto de la Nación, a cargo de temas vinculados a diálogo interreligioso, promoción de la libertad y organización G20 Interreligioso.
Entre diciembre de 2019 a julio de 2020, prestó funciones como Jefa de Gabinete del  actual Vicecanciller, Pablo Tettamanti, en la Secretaría de Relaciones Exteriores de la Cancillería argentina.
Entre julio de 2020 a julio de 2022, fue Subsecretaria de Mercosur y Negociaciones Económicas Internacionales y Coordinadora Adjunta de la Delegación argentina ante el Grupo Mercado Común del MERCOSUR.
Actualmente es Consulesa General y Directora del Centro de Promoción de la República Argentina en Barcelona, estando a cargo del Consulado General y Centro de Promoción de la República Argentina en Barcelona